# Monomotapa (zoologia)
Monomotapa Wesolowska, 2000 è un genere di ragni appartenente alla famiglia Salticidae.

## Etimologia
Il nome deriva dal regno medievale omonimo, l'Impero di Monomotapa, in essere dal 400 al 1629 nei territori del Sudafrica e dello Zimbabwe.

## Distribuzione
L'unica specie oggi nota di questo genere è un endemismo dello Zimbabwe.

## Tassonomia
A dicembre 2010, si compone di una sola specie:
- Monomotapa principalis Wesolowska, 2000[2] — Zimbabwe